# Maryna Verheljuk
Maryna Mykolaïvna Verheljuk Strilec' (in ucraino Марина Миколаївна Вергелюк-Стрілець?; 24 giugno 1978) è un'ex pallamanista ucraina.

## Palmarès

### Olimpiadi
- 1 medaglia:
  - 1 bronzo (Atene 2004)